# Gornji Rogatec
Gornji Rogatec – wieś w Słowenii, w gminie Grosuplje. 1 stycznia 2017 liczyła 38 mieszkańców.